# Клопик комаровидный
Клопик комаровидный (лат. Neides tipularius) — вид клопов из семейства палочковидов коленчатоусых. Распространён от Западной Европы восточнее до Ближнего Востока и Средней Азии.
Длина тела имаго 10—11,5 мм. Характерная черта для вида: надкрылья (hemielytra) никогда не меньше длины брюшка, а заходят за его вершину.
Обитают в холмистых степях, в средиземноморских горных пахотных землях и лесах с каменистой почвой. Растительноядные полифаги, питающиеся на представителях семейств гвоздичные (Arenaria, ясколка), злаки (полевица, Ammophila, Corynephorus), астровые (полынь, Conyza, мордовник), вересковые (эрика, вереск), бобовые (Ononis, ракитник), гераниевые (аистник), норичниковые (коровяк), подорожниковые (вероника) и паслёновые (белена), но не вредят культурным растениям. Хотя некоторые особи отмечены питающимися и на некоторых древесных растениях, в том числе можжевельник, тис и сосна.